# 吉良成高
吉良 成高（きら しげたか、生没年不詳）は、室町時代の武将。武蔵吉良家当主。

## 生涯
宝徳3年（1454年）、鎌倉公方の足利成氏が、対立していた関東管領・上杉憲忠を謀殺して享徳の乱が勃発すると、関東諸将は、鎌倉公方派か関東管領派に分裂して抗争を繰り返すことになる。成高は、上杉持朝の娘を妻に娶っていたことから関東管領派に属した。やがて、文明8年（1476年）に上杉家の有力家臣・長尾景春が謀反を起こすと、管領派だった関東諸将も景春に呼して反旗を翻した。扇谷上杉家の家宰太田道灌が、武蔵の国人・豊島氏討伐のために出陣すると、成高は道灌に代わって江戸城代を務め、数度の合戦を下知して勝利を挙げた。